# Schloss Kleinwerther

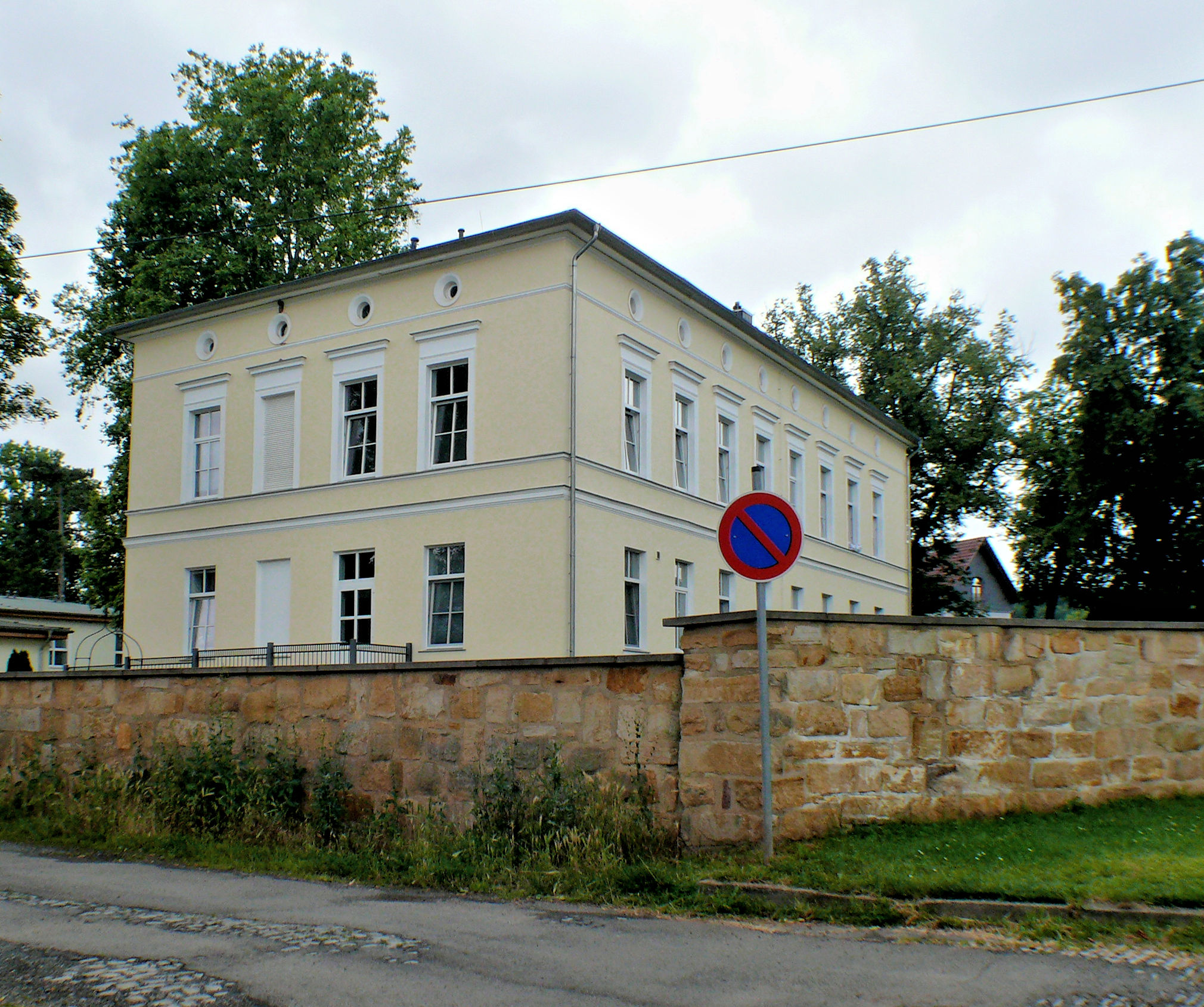
Schloss Kleinwerther

Das Schloss Kleinwerther, noch im 20. Jahrhundert als Rittergut bezeichnet, steht in Kleinwerther im Landkreis Nordhausen in Thüringen.

## Beschreibung
Das frühere Rittergut war Stammsitz der Familie von Werthern und der Ort namensgebend für das Geschlecht. Der erste Herr zu Werthern war Odobaldus (Adobald), der 802 von Karl dem Großen wegen langjähriger heldenhafter, kluger und treuer Kriegsdienste die in Thüringen gelegene Herrschaft namens Werther erhielt. Von Kleinwerther aus festigte die Familie ihren Einfluss in Nordthüringen und dehnte dort sukzessive ihren Grundbesitz aus. Im 11. Jh. gründete die Familie an der Stelle des heutigen Schlosses eine erste Burganlage. Nach Petrus Albinus soll Seyfried von Werthern († 1367) die vorhandene Burg nach damaliger Art mit Gebäuden geziert haben. Im Bauernkrieg 1525 wurde diese Anlage gänzlich geschleift und im Anschluss 1526 durch Dietrich von Werthern (1468–1536) von Grund auf neuerrichtet. Sein Sohn Philipp baute 1572 die bezeichnete Kirche. Das alte Herrenhaus wurde 1855 abgebrochen und 1857, nach knapp zweijähriger Bauzeit, durch den heutigen Bau ersetzt. Hierbei handelt es sich um ein zweigeschossiges Gebäude in Massivbauweise im Stil der italienischen Landhausarchitektur mit Mezzaningeschoss und flachem Dach. Unter dem Herrenhaus befinden sich drei historischen tonnengewölbten Keller, die letzten Reste des Vorgängerbaus.

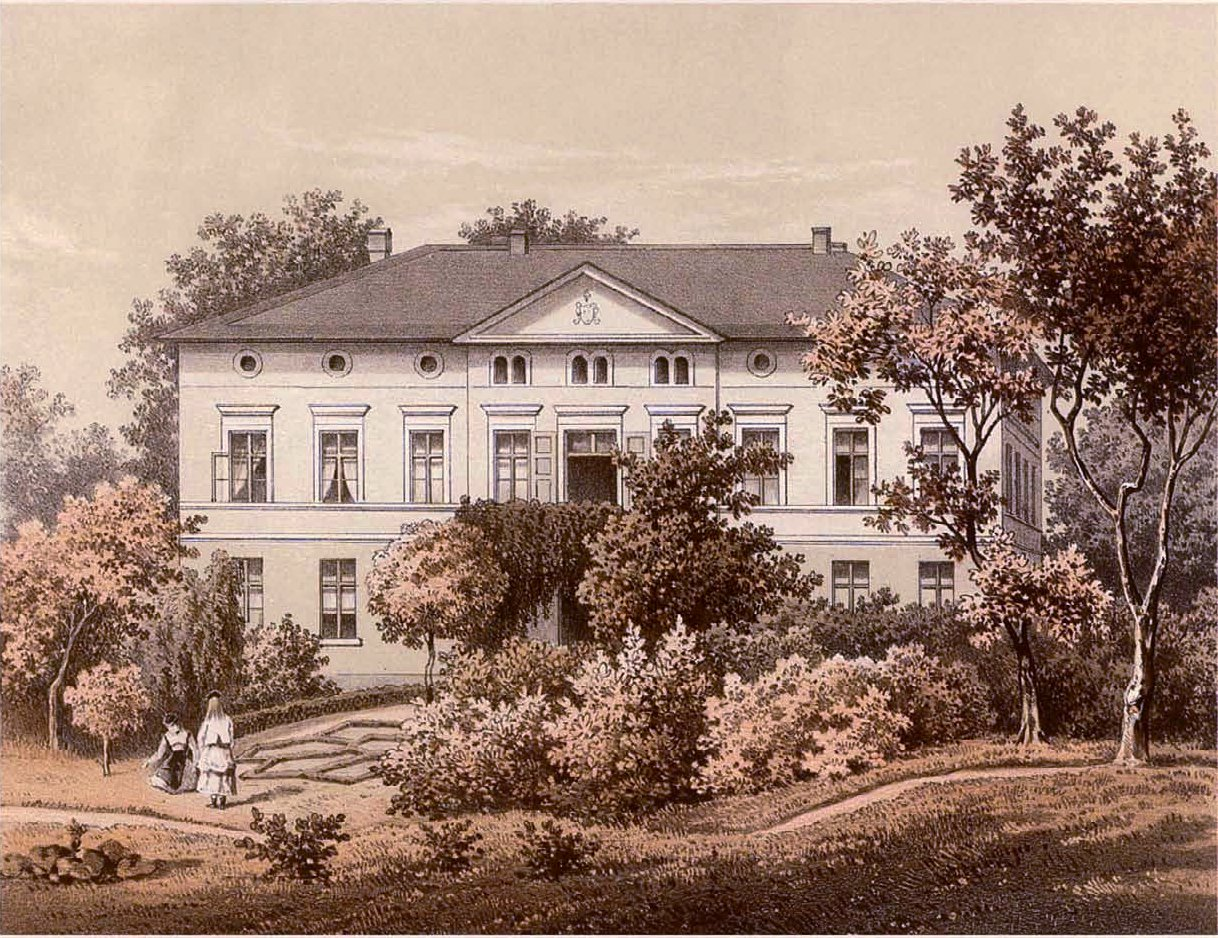
Schloss um 1875, Sammlung Alexander Duncker

1865 brannte der eine der beiden noch erhalten gebliebenen Türme der Burganlage ab, später wurden die letzten baulichen Reste entfernt. Im Juli 1883 verkaufte Ludwig von Werthern nach vierhundert Jahren das Rittergut an Richard Westphal. Nach der Enteignung durch die Bodenreform 1945 wurde der Frontgiebel abgetragen, in dessen Mitte sich das werthernsche Familienwappen befand. Heute ist im ehemaligen Schloss nach langjähriger Nutzung als Kindergarten eine Einrichtung für betreutes Wohnen untergebracht. Im umgebenden Park wurde im starken Kontrast zum historischen Gebäude eine neue Seniorenwohnanlage errichtet.